# Sociedade Desportiva Juazeirense
La Sociedade Desportiva Juazeirense es un equipo de fútbol de Brasil que juega en el Campeonato Baiano, la primera división del estado de Bahía.

## Historia
Fue fundado el 12 de diciembre de 2006 en la ciudad de Juazeiro del estado de Bahía por idea del diputado Roberto Carlos Leal luego de que perdiera las elecciones para ser el presidente del Juazeiro ante Eladio Rocha.
En 2008 participa por primera vez en los torneos estatales en la segunda división del Campeonato Baiano y en su primer partido oficial empató 0-0 ante el Camaçariense en Juazeiro. En esa temporada fue eliminado en la segunda ronda.
En 2009 llega a la final donde pierde ante el Bahia de Feira, y dos años después logra el ascenso a la primera división del Campeonato Baiano. En 2017 logra clasificar por primera vez al Campeonato Brasileño de Serie D, teniendo su primera participación en una competición a escala nacional. En 2017 termina en la cuarta posición de la cuarta división y asciende a la tercera división nacional, convirtiéndose en el primer equipo del estado de Bahía en ascender a la tercera categoría desde la Serie D.
En 2018 juega por primera vez en el Campeonato Brasileño de Serie C, aunque esa misma temporada desciende al terminar en el lugar 18.

## Rivalidades
El principal rival del club es el Juazeiro, partido conocido como Ju-Ju. El primer partido entre ambos equipos fue el 31 de mayo de 2009 con una victoria del Juazeirense por 1 a 0.

## Palmarés
- Baiano Serie B: 1

2011